# Diego Martínez Barrio
Pour les articles homonymes, voir Martinez et Barrio.
Diego Martínez y Barrio, né à Séville le 25 novembre 1883 et mort à Paris le 1er janvier 1962, est un homme d'État espagnol de la Seconde République, président du Conseil entre le 9 octobre et le 26 décembre 1933, président des Cortes du 16 mars 1936 au 30 mars 1939 et brièvement, président de la République par intérim du 7 avril au 10 mai de la même année. Il est également à nouveau choisi comme premier ministre par le président Azaña après la démission de Santiago Casares Quiroga, le 19 juillet 1936.

## Biographie
Il naît à Séville. Alors membre du Parti républicain radical, il est ministre dans un gouvernement d'Alejandro Lerroux, bien qu'il quitte plus tard le parti en raison de divergences et de désaccord avec la politique de ce dernier.
Martínez Barrio fonde et dirige ensuite l'Union républicaine, dont il mène ensuite l'intégration au Front populaire. Il est membre du gouvernement et porte-parole aux Cortes en 1936.
Franc-maçon, il fut deux fois grand-maître du Grand Orient espagnol.
Après la chute de la République, il prend l'exil, tout d'abord en France puis au Mexique, où il est désigné en 1945 président de la Seconde République espagnole en exil.

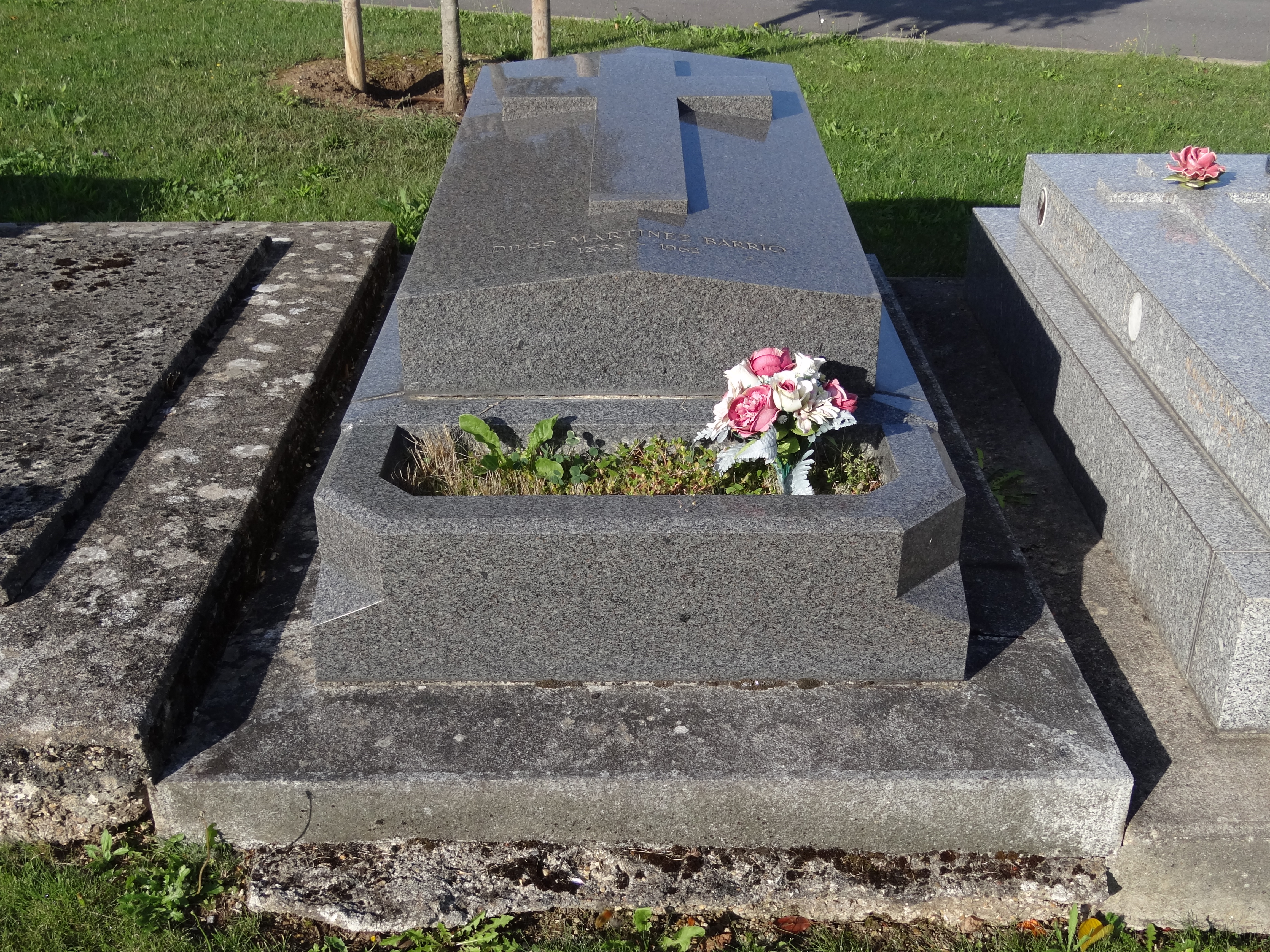
La tombe de Diego Martínez Barrio au nouveau cimetière de Saint-Germain-en-Laye de 1962 à 2000.

Il rentre finalement à Paris, où il meurt le 1er janvier 1962. Inhumé dans un premier temps au nouveau cimetière de Saint-Germain-en-Laye (Yvelines), il est transféré au cimetière San Fernando de Séville en 2000.

## Note
1. ↑  Esteban Cortijo, La masonería en la provincia de Cáceres: Logias y nombres propios, in:  Masonerìa y Extremadura (Esteban Cortijo, Coord.), 
Cáceres, s.d., pag. 263
2. ↑  Cimetières de France et d'ailleurs